# Centerburg (Ohio)
Centerburg es una villa ubicada en el condado de Knox en el estado estadounidense de Ohio. En el Censo de 2010 tenía una población de 1773 habitantes y una densidad poblacional de 762,32 personas por km².

## Geografía
Centerburg se encuentra ubicada en las coordenadas 40°18′12″N 82°41′51″O / 40.30333, -82.69750. Según la Oficina del Censo de los Estados Unidos, Centerburg tiene una superficie total de 2.33 km², de la cual 2.32 km² corresponden a tierra firme y (0.33%) 0.01 km² es agua.

## Demografía
Según el censo de 2010, había 1773 personas residiendo en Centerburg. La densidad de población era de 762,32 hab./km². De los 1773 habitantes, Centerburg estaba compuesto por el 96.9% blancos, el 1.24% eran afroamericanos, el 0.06% eran amerindios, el 0.28% eran asiáticos, el 0% eran isleños del Pacífico, el 0.11% eran de otras razas y el 1.41% pertenecían a dos o más razas. Del total de la población el 0.17% eran hispanos o latinos de cualquier raza.